# Kopspoor

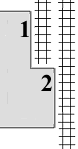
Perron 1 ligt naast het kopspoor.

Een kopspoor is een doodlopend spoor bij spoor- of tramweg waardoor de trein of tram alleen verder kan door over het aankomstspoor in tegengestelde richting terug te rijden. Dit heet in spoorwegjargon kopmaken.
Dit heeft als consequentie dat het materieel dat van kopsporen gebruikmaakt tweerichtingsmaterieel moet zijn, dus met aan beide zijden een stuurstand, of dat het trekkende voertuig (de locomotief) om moet lopen, waarbij deze via een parallelspoor naar de andere zijde van de trein wordt gereden, of dat er een tweede locomotief aan de achterzijde wordt gekoppeld, waarbij de locomotief vooraan de trein meestal wordt afgekoppeld. 
Een uitzondering hierop vormt een kopspoor dat deel uitmaakt van een keerdriehoek, bedoeld om eenrichtingsmaterieel te laten keren.
Dat is de reden dat bij de Electrische Museumtramlijn Amsterdam het eenrichtingsmaterieel jarenlang heeft stilgestaan tot de keerdriehoek in Bovenkerk gereed kwam.
Sommige stations kennen alleen kopsporen, zoals Den Haag Centraal en (voor de voltooiing van de Noord-Zuidverbinding in 2007) Antwerpen-Centraal; men spreekt dan van een kopstation.
Kopsporen zijn in de regel voorzien van een stootblok waardoor in het geval dat een trein niet tijdig stopt personen en gebouwen er achter worden behoed voor een botsing, en de trein een nog enigszins gecontroleerde botsing ondergaat met dit stootblok. Hiervan zijn verschillende vormen. Meestal gaat het om een houten stellage die vastgemaakt is aan de grond of de rails. In Antwerpen-Centraal bestaan de stootblokken uit indrukwekkende hydraulische installaties, vanwege het grote stationsgebouw dat erachter staat.